# Denemarken op de Olympische Zomerspelen 1900
Denemarken nam deel aan de Olympische Zomerspelen 1900 in Parijs. Dertien Denen streden in vijf sporten waarbij ze zich 30 keer inschreven op 14 onderdelen.

## Medailleoverzicht
| Sport       | Olympiër             | Discipline                          | Medaille |
| ----------- | -------------------- | ----------------------------------- | -------- |
| Schietsport | Lars Jørgen Madsen   | 300m militair geweer staand (m)     | Goud     |
| Schietsport | Anders Peter Nielsen | 300m militair geweer geknield (m)   | Zilver   |
| Schietsport | Anders Peter Nielsen | 300m militair geweer liggend (m)    | Zilver   |
| Schietsport | Anders Peter Nielsen | 300m militair geweer 3 posities (m) | Zilver   |
| Atletiek    | Ernst Schultz        | 400m (m)                            | Brons    |
| Zwemmen     | Peder Lykkeberg      | 200m rugslag (m)                    | Brons    |

## Resultaten per onderdeel

### Atletiek
| Olympiër              | Discipline       | Resultaat | Prestatie                        |
| --------------------- | ---------------- | --------- | -------------------------------- |
| Johannes Gandil       | 100m (m)         | series    | serie 4: 3de                     |
| Ernst Schultz         | 400m (m)         | Brons     | serie 2: 2de finale: 3de in 51,5 |
| Christian Christensen | 800m (m)         | series    | serie 1: 5de                     |
| Christian Christensen | 1500m (m)        | 5e        |                                  |
| Charles Winckler      | kogelstoten (m)  | 8e        | kwalificatie: 10de met 10,76m    |
| Charles Winckler      | discuswerpen (m) | 10e       | kwalificatie: 8ste met 32,50m    |

### Schermen
| Olympiër              | Discipline | Resultaat | Prestatie |
| --------------------- | ---------- | --------- | --------- |
| Jens Peter Berthelsen | sabel (m)  | 1e ronde  |           |

### Schietsport
| Olympiër                                                                                 | Discipline                      | Resultaat | Prestatie                |
| ---------------------------------------------------------------------------------------- | ------------------------------- | --------- | ------------------------ |
| Viggo Jensen                                                                             | 300m vrij geweer staand (m)     | 11e       | 277 punten               |
| Laurids Jensen-Kjær                                                                      | 300m vrij geweer staand (m)     | 28e       | 238 punten               |
| Axel Kristensen                                                                          | 300m vrij geweer staand (m)     | 22e       | 261 punten               |
| Lars Jørgen Madsen                                                                       | 300m vrij geweer staand (m)     | Goud      | 305 punten               |
| Anders Peter Nielsen                                                                     | 300m vrij geweer staand (m)     | 11e       | 277 punten               |
| Viggo Jensen                                                                             | 300m vrij geweer geknield (m)   | 13e       | 290 punten               |
| Laurids Jensen-Kjær                                                                      | 300m vrij geweer geknield (m)   | 22e       | 271 punten               |
| Axel Kristensen                                                                          | 300m vrij geweer geknield (m)   | 26e       | 260 punten               |
| Lars Jørgen Madsen                                                                       | 300m vrij geweer geknield (m)   | 8e        | 299 punten               |
| Anders Peter Nielsen                                                                     | 300m vrij geweer geknield (m)   | Zilver    | 314 punten               |
| Viggo Jensen                                                                             | 300m vrij geweer liggend (m)    | 10e       | 308 punten               |
| Laurids Jensen-Kjær                                                                      | 300m vrij geweer liggend (m)    | 27e       | 273 punten               |
| Axel Kristensen                                                                          | 300m vrij geweer liggend (m)    | 30e       | 261 punten               |
| Lars Jørgen Madsen                                                                       | 300m vrij geweer liggend (m)    | 16e       | 301 punten               |
| Anders Peter Nielsen                                                                     | 300m vrij geweer liggend (m)    | Zilver    | 330 punten               |
| Viggo Jensen                                                                             | 300m vrij geweer 3 posities (m) | 15e       | 875 punten (277-290-308) |
| Laurids Jensen-Kjær                                                                      | 300m vrij geweer 3 posities (m) | 28e       | 782 punten (238-271-273) |
| Axel Kristensen                                                                          | 300m vrij geweer 3 posities (m) | 28e       | 782 punten (261-260-261) |
| Lars Jørgen Madsen                                                                       | 300m vrij geweer 3 posities (m) | 5e        | 905 punten (305-299-301) |
| Anders Peter Nielsen                                                                     | 300m vrij geweer 3 posities (m) | Zilver    | 921 punten (277-314-330) |
| Viggo Jensen Laurids Jensen-Kjær Axel Kristensen Lars Jørgen Madsen Anders Peter Nielsen | 300m vrij geweer team (m)       | 4e        | 4265 punten              |

### Zwemmen
| Olympiër        | Discipline            | Resultaat | Prestatie            |
| --------------- | --------------------- | --------- | -------------------- |
| Peder Lykkeberg | onderwaterzwemmen (m) | Brons     | 90 seconden en 28,5m |

Argentinië · Australië · België · Bohemen · Brits-Indië · Canada · Cuba · Denemarken · Duitsland · Frankrijk · Griekenland · Groot-Brittannië · Haïti · Hongarije · Iran · Italië · Luxemburg · Mexico · Nederland · Noorwegen · Oostenrijk · Peru · Roemenië · Rusland · Spanje · Verenigde Staten · Zweden · Zwitserland · Gemengde teams